# Ballata dell'usignolo e del serpente
Ballata dell'usignolo e del serpente (The Ballad of Songbirds and Snakes) è un romanzo scritto dall'autrice statunitense Suzanne Collins, che funge da prequel e spin-off della famosa trilogia The Hunger Games. La trama si svolge sessantaquattro anni prima degli eventi della serie principale e narra la giovinezza di Coriolanus Snow, destinato a diventare il presidente di Panem.

## Trama
Il diciottenne Coriolanus Snow, appartenente a una delle famiglie più ricche e influenti di Capitol City, ora in rovina dopo i Giorni Bui, vive nella capitale di Panem con la cugina ventunenne Tigris, un'aspirante stilista di talento, e la loro nonna paterna, soprannominata "Signoranonna" per i suoi modi aristocratici. Gli Snow, ultimi sopravvissuti della loro casata dopo la guerra terminata dieci anni prima, faticano a sopravvivere nell'attico di famiglia, ormai prossimo al pignoramento, soffrendo la fame e vivendo una vita ben lontana dalla loro antica gloria. Coriolanus, che considera la loro condizione un'ingiustizia e un disonore, è ossessionato dal motto di famiglia: "Gli Snow si posano in cima, come la neve". Quando viene scelto, insieme ad altri ventitré studenti dell'Accademia di Capitol City, come mentore di un tributo nella Decima Edizione degli Hunger Games, vede un'opportunità per cambiare il suo destino. Intuisce che la vittoria del suo tributo potrebbe garantirgli una grossa somma di denaro, necessaria per salvare la casa e finanziare i suoi futuri studi universitari, e decide di impegnarsi al massimo per ottenere il titolo.
Con sdegno e delusione, Coriolanus scopre che il Decano Casca Highbottom, rettore dell’Accademia noto per la sua dipendenza da morfina e considerato l’ideatore degli Hunger Games, sembra averlo preso di mira assegnandogli il tributo femminile del Distretto 12, solitamente tra i meno favoriti per la vittoria. Tuttavia, la ragazza selezionata, una sedicenne cantante e musicista di nome Lucy Gray Baird, cattura subito l’attenzione di tutti durante la Mietitura, esibendosi sul palco e cantando dopo aver sorprendentemente infilato un serpente nel vestito di un'altra ragazza. Seguendo il consiglio della cugina, Coriolanus si reca alla stazione per accogliere personalmente Lucy Gray, vedendola come un'opportunità di riscatto. Successivamente, si unisce a lei e agli altri tributi diretti verso lo zoo di Capitol City, dove i ventiquattro giovani saranno trattenuti fino all'inizio degli Hunger Games: rinchiusi nella gabbia un tempo riservata alle scimmie, saranno esposti al pubblico come animali. Durante questo periodo, Coriolanus rischia di essere ucciso da uno degli altri tributi, ma sviluppa rapidamente una connessione con Lucy Gray, affascinato dal suo carisma e dalla sua audacia.
Nei giorni successivi, Coriolanus visita spesso Lucy Gray allo zoo, dove incontra anche Seianus Plinth, un suo coetaneo e mentore di Marcus, il tributo maschile del Distretto 2. Seianus, originario del Distretto 2, vive a Capitol City grazie a suo padre Strabo, un magnate delle munizioni che si è arricchito durante i Giorni Bui e ha trasferito la famiglia nella capitale, evitando così che Seianus fosse sottoposto alla Mietitura. Seianus non è ben visto dagli altri studenti, odia le ingiustizie ed è disgustato dagli Hunger Games, soprattutto perché il suo tributo, probabilmente scelto da suo padre, era un tempo suo compagno di classe. Poiché ai tributi non viene fornito alcun sostentamento, Coriolanus e Seianus, seguiti poi dagli altri studenti, iniziano a portare cibo ai giovani rinchiusi. Questo gesto attira l'attenzione del pubblico, che comincia a visitare la gabbia dei tributi e a imitarli. Il ruolo di mentore, creato per rendere i Giochi più appetibili al pubblico, sembra funzionare.
Tuttavia, la situazione degenera quando Aracne Crane, amica di famiglia di Coriolanus e mentore come lui, viene brutalmente sgozzata dal suo tributo Brandy del Distretto 10, dopo averla ripetutamente schernita davanti a tutti. Brandy viene immediatamente uccisa dai Pacificatori presenti, e le visite ai tributi vengono bloccate. Nel frattempo, Coriolanus elabora autonomamente un progetto accademico che prevede la possibilità di scommettere sui tributi e di permettere agli sponsor di inviare rifornimenti o oggetti utili all'interno dell'Arena. La Dottoressa Volumnia Gaul, Capo Stratega dei Giochi, punisce Clemensia Dovecote, compagna di Coriolanus che avrebbe dovuto collaborare con lui, ma alla fine approva e implementa le sue idee.
Durante un tour dell'Arena, un'esplosione causata da vecchie bombe inesplose risalenti ai Giorni Bui uccide diversi tributi e mentori. Lucy Gray considera l'idea di fuggire, ma alla fine decide di restare e salva Coriolanus; Marcus, invece, approfitta del caos per fuggire e sembra riuscire a nascondersi. I superstiti partecipano poi alle interviste televisive presentate da Lucky Flickerman, meteorologo di Capitol City e primo conduttore degli Hunger Games, nel tentativo di ottenere favori e donazioni. Lucy Gray conquista il pubblico con le sue doti di performer, diventando la star della serata. Coriolanus sviluppa con lei una strategia: nascondersi nell'Arena il più possibile, aspettando che gli altri tributi si eliminino a vicenda. Inoltre, si accorda con Lysistrata Vickers, compagna di classe e mentore di Jessup, il tributo maschile del Distretto 12, per formare un'alleanza nell'Arena.
Nel loro ultimo incontro prima dell'inizio dei Giochi, Coriolanus regala a Lucy Gray un portafortuna: un portacipria d'argento appartenuto a sua madre, suggerendole velatamente di riempirlo con veleno per topi trovato nel recinto delle scimmie allo zoo, da usare come arma. Prima di separarsi, i due giovani si scambiano un bacio, suggellando il sentimento che sembra essere nato tra loro.
I Giochi hanno finalmente inizio, e i tributi iniziano a morire rapidamente, sia uccidendosi tra loro che per fame, malattie contratte prima e dopo l'arrivo a Capitol City, o ferite subite durante le esplosioni. La Dottoressa Gaul implementa il progetto di Coriolanus, fornendo ai mentori speciali bracciali comunicatori che permettono loro di ricevere e inviare i doni degli sponsor nell’Arena tramite droni. Seianus, sconvolto dalla brutalità mostrata verso Marcus, il tributo che è stato catturato e esposto in catene per essere torturato e ucciso dagli altri, decide di entrare nell’Arena di notte con l'intenzione di morire da martire. Coriolanus, visto come l'unico amico di Seianus, viene convocato dalla Gaul per salvarlo. Anche se in realtà ha una pessima opinione di Seianus, Coriolanus entra nell’Arena, riesce a convincere Seianus a desistere, e i due tentano di fuggire. Tuttavia, vengono intercettati da alcuni tributi e, durante una violenta lotta, Coriolanus commette il suo primo omicidio, uccidendo il tributo maschile del Distretto 8, Bobbin, con una trave. Questo episodio, che avrebbe potuto scatenare una rivolta nei Distretti di Panem, viene occultato, presentando la morte di Bobbin come avvenuta misteriosamente fuori dalle telecamere.
Per salvare la reputazione di Seianus, suo padre Strabo annuncia che al mentore del vincitore verrà assegnato il Premio Plinth, una grossa somma di denaro sufficiente per finanziare interamente la retta universitaria. Intuendo che gli Strateghi intendono rilasciare nell’Arena i serpenti arcobaleno, rettili geneticamente modificati che possono riconoscere le persone familiari risparmiandole dal morso, Coriolanus inserisce di nascosto un fazzoletto usato da Lucy Gray nella teca dei serpenti per farli familiarizzare con il suo odore. Lucy Gray viene effettivamente risparmiata dai serpenti e riesce a usarli come arma contro gli avversari, insieme al veleno per topi che aveva raccolto. Essendo l'ultimo tributo rimasto in vita, Lucy Gray viene dichiarata vincitrice della decima edizione degli Hunger Games e viene riportata al suo distretto. Coriolanus sogna il prestigio che deriverà dalla sua vittoria come mentore, ma i suoi sogni vengono distrutti quando il Decano Highbottom gli mostra il fazzoletto con le iniziali di suo padre e il portacipria di sua madre, simboli del suo tradimento durante i Giochi. Umiliato e punito, Coriolanus si arruola come Pacificatore in cambio del silenzio del Decano sul suo disonore, e sceglie di farsi assegnare al Distretto 12, sperando di potersi ricongiungere con Lucy Gray.
Al Distretto 12, Coriolanus incontra nuovamente Seianus, anche lui arruolatosi dopo l'incidente nell’Arena. I due vengono assegnati a una missione per recuperare alcuni esemplari di ghiandaia imitatrice, ibridi involontari diventati simbolo della Ribellione, affinché possano essere studiati a Capitol City. Durante un’esibizione dei Covey, il gruppo musicale itinerante di Lucy Gray, Coriolanus la ritrova e i due riprendono la loro relazione. Durante una giornata al lago, discutono sulla fedeltà a Capitol e l’atrocità degli Hunger Games. Coriolanus inizia a sospettare che Seianus abbia in mente qualcosa di pericoloso quando lo vede parlare con un trafficante d'armi. I sospetti si rivelano fondati quando Seianus confida a Coriolanus il suo piano per drogare le guardie e fuggire a nord attraverso un punto debole nella recinzione del Distretto. Coriolanus tradisce Seianus registrando di nascosto la conversazione con una ghiandaia chiacchierona, un ibrido di Capitol che può replicare la voce umana, e invia il messaggio a Capitol City.
Durante un altro concerto, Coriolanus vede Seianus sgattaiolare via e lo segue fino a un capanno dove si incontra con Billy Taupe Clade, l'ex fidanzato di Lucy Gray, e Spruce, un ribelle del Distretto 12, per organizzare la fuga. Lucy Gray e Coriolanus li raggiungono, ma vengono interrotti da Mayfair Lipp, la figlia del sindaco del Distretto 12, che aveva orchestrato l’estrazione di Lucy Gray alla Mietitura. A seguito di una discussione in cui minacciano di denunciare i ribelli, Coriolanus e Spruce uccidono Mayfair e Billy Taupe. Spruce nasconde le armi mentre Coriolanus e Lucy Gray tornano di nascosto al concerto per costruirsi un alibi. Il giorno seguente, i corpi vengono scoperti e il sindaco Lipp, convinto che Lucy Gray sia responsabile, la accusa dell’omicidio. Spruce, ferito mortalmente, muore mantenendo il silenzio sui colpevoli, mentre Seianus viene arrestato e impiccato sotto gli occhi di Coriolanus, che si convince di non avere alcuna colpa.
Lucy Gray comunica a Coriolanus la sua intenzione di fuggire a nord e lo invita a seguirla. Durante una delle sue ultime esibizioni, canta "L'albero degli impiccati", una canzone in codice per comunicargli le istruzioni per la fuga. La mattina successiva, Coriolanus viene informato dal Comandante Hoff che ha superato il test degli ufficiali e che è stato selezionato per un addestramento d'élite nel Distretto 2. Nonostante questo, decide di fuggire con Lucy Gray per paura di essere implicato negli omicidi di Mayfair e Billy Taupe. Si incontrano e si dirigono verso il lago, dove Coriolanus, scopre un'opportunità per liberarsi delle armi che lo collegano al crimine e tornare a Capitol come un ufficiale di successo, anche se questo significa sacrificare la sua relazione con Lucy Gray.
Lucy Gray capisce le intenzioni di Coriolanus e la sua vera natura, intuendo anche il suo tradimento verso Seianus. Durante un confronto nel bosco, Coriolanus cerca di ucciderla, ma non riesce a trovarla, e non è mai sicuro se l'abbia colpita. Lucy Gray scompare e il suo destino rimane sconosciuto. Coriolanus si libera delle armi incriminanti e ritorna al Distretto 12, dove si cura il morso di serpente ricevuto, che scopre non essere velenoso. Viene poi inviato a Capitol City, dove la Dottoressa Gaul lo informa che il suo arruolamento era solo una punizione temporanea e un modo per temprare il suo carattere. Gaul gli rivela di aver cancellato ogni traccia dei decimi Hunger Games, considerati troppo disastrosi per essere mostrati al pubblico, e che da quel momento sarà il suo protetto, con la garanzia di un futuro prestigioso.
Coriolanus ritorna a Capitol come uno stimato studente universitario e apprendista stratega, iniziando a elaborare nuove idee per gli Hunger Games. Viene accolto dai coniugi Plinth, ignari del suo ruolo nella morte del figlio, e con il loro sostegno la famiglia Snow viene riportata al suo splendore originario. Coriolanus è ormai deciso a scalare i vertici del potere e diventare Presidente di Panem, mantenendo gli Hunger Games e pianificando ogni passo per raggiungere i suoi obiettivi. L’ultimo passo è un incontro con il Decano Highbottom, dal quale Coriolanus scopre che fu suo padre, Crassus Snow, a rubare l'idea degli Hunger Games da un progetto universitario di Highbottom e consegnarla alla Dottoressa Gaul. Disgustato dall'astio di Highbottom, Coriolanus decide di orchestrare la sua morte, lasciando una fialetta di morfamina avvelenata nel suo studio. Con questo atto, Coriolanus segna l'inizio della sua ascesa al potere, pronto a governare con mano di ferro e a non farsi mai più incantare da nessuno. 
Da quel momento in poi, tutti dovranno sapere: gli Snow si posano in cima.

## Personaggi

### Personaggi principali
- Coriolanus "Corio" Snow
- Lucy Gray Baird
- Seianus Plinth
- Dottoressa Volumnia Gaul
- Decano Casca Highbottom
- Tigris Snow
- La Signoranonna
- Lucretius "Lucky" Flickerman

### Personaggi secondari
- Aracne Crane
- Festus Creed
- Lysistrata Vickers
- Clemensia Dovecote
- Persephone Price
- Vipsania Sickle
- Pluribus Bell
- Lepidus Malmsey
- Ma' e Strabo Plinth
- Billy Taupe Clade
- Mayfair Lipp
- I Covey (Maude Ivory Baird, Barb Azure Baird, Clerk Carmine Clade, Tam Amber)
- Sindaco Lipp
- Smiley, Bug e Pertica
- Comandante Hoff
- Spruce
- Lil
- Arlo Chance
- Mortifer Ash
- Jessup Diggs
- Marcus
- I tributi
- I mentori

## Storia editoriale
Ballata dell'usignolo e del serpente è stato pubblicato nel maggio 2020. A causa della pandemia di COVID-19, che ha costretto gran parte del mondo a misure di distanziamento sociale e lockdown, il lancio del libro è avvenuto virtualmente, anziché con eventi dal vivo, come spesso avviene per opere di grande rilievo. Nonostante le difficoltà legate alla situazione sanitaria globale, il romanzo ha comunque ottenuto un'ampia attenzione e ha riscosso successo tra i fan della saga di Hunger Games.

## Traduzioni
Il romanzo è un successo mondiale, tradotto in oltre 53 lingue. La versione italiana, pubblicata da Arnoldo Mondadori Editore, è stata tradotta da Simona Brogli.
| Paese    | Titolo originale                              | Traduttore                                              |
| -------- | --------------------------------------------- | ------------------------------------------------------- |
| Francia  | La ballade du serpent et de l'oiseau chanteur | Guillaume Fournier                                      |
| Spagna   | Balada de pájaros cantores y serpientes       | Pilar Ramirez Tello y Manuel De los Reyes Garcia Campos |
| Germania | Das Lied von Vogel und Schlange               | Peter Kloss, Sylke Hachmeister                          |

## Accoglienza
Il romanzo ha ricevuto una risposta critica mista. Alcuni recensori hanno sostenuto che avrebbe sicuramente soddisfatto i fan, fornendo risposte su chi ha concepito gli Hunger Games, definendolo "coinvolgente ed emozionante." Altri, invece, hanno criticato la lunghezza, le riflessioni filosofiche e la scelta di Coriolanus Snow come protagonista.
The Guardian ha elogiato il romanzo, affermando: "I temi dell'amicizia, del tradimento, dell'autorità e dell'oppressione trattati da Collins, insieme ai dettagli più profondi della tradizione della Ghiandaia imitatrice e della storia di Capito 1, saranno apprezzati e risulteranno elettrizzanti.".
Allo stesso modo, Time ha osservato che Collins eccelle particolarmente "quando costruisce trame ricche di dettagli avvincenti che conferiscono maggiore profondità all'orribile mondo da lei creato nella serie originale.".
Kirkus Reviews ha assegnato una recensione stellata al romanzo, descrivendolo come "un'opera di tensione incentrata sui personaggi e una storia ammonitrice.""
Nel frattempo, The Telegraph ha criticato il romanzo, definendolo "non la più promettente apertura che i fan si aspettavano" e suggerendo che Collins dovrebbe "attenersi a eroi fortunati e incredibili colpi di scena." Secondo la recensione, quando si tratta di descrivere e analizzare i lati più oscuri della psiche umana, l'autrice sembra andare al di fuori delle sue competenze.
Entertainment Weekly ha commentato lo storytelling del romanzo dicendo che "tende a volte alla disperazione, con capitoli che si chiudono con colpi di scena che sfiorano la parodia" e ha criticato la presenza di "troppi intermezzi di musica folk e qualche ridicolo richiamo commerciale." Complessivamente, ha definito l'opera come "un grande lavoro con grossi difetti, ma sicuramente ricco di spunti di riflessione," assegnandole un voto di B-.

## Adattamento cinematografico
Nel agosto 2017, Jon Feltheimer, CEO di Lionsgate, ha manifestato interesse per la creazione di spin-off della serie The Hunger Games, con l'obiettivo di offrire uno spazio agli scrittori per riflettere e sviluppare il progetto. Successivamente, il 17 giugno 2019, Joe Drake, presidente di Lionsgate, ha annunciato che la società stava collaborando con Suzanne Collins per adattare The Ballad of Songbirds and Snakes..
Nell'aprile 2020, Suzanne Collins e Lionsgate hanno confermato l'avvio dello sviluppo del film basato su The Ballad of Songbirds and Snakes. Il regista scelto è Francis Lawrence, noto per il suo lavoro sulla trilogia di The Hunger Games, e lo sceneggiatore è Michael Arndt. Nina Jacobson e l'autrice Suzanne Collins saranno i produttori. Durante il CinemaCon di Las Vegas nell'aprile 2022, è stata annunciata la data di uscita nelle sale statunitensi: 17 novembre 2023..
Il 17 maggio 2022 è stato rivelato che Tom Blyth interpreterà il giovane Coriolanus Snow, mentre Rachel Zegler sarà Lucy Gray Baird. Successivamente, in luglio e agosto, al cast si sono aggiunti Peter Dinklage nel ruolo del decano Highbottom e Viola Davis in quello della dottoressa Gaul.